# لوسیانو راتینیو
لوسیانو راتینیو (به پرتغالی: Luciano Ferreira Gabriel) هافبک اهل برزیل است که در شهر ریبرآ پرتو و در تاریخ ۱۸ اکتبر ۱۹۷۹ به دنیا آمده‌است.
لوسیانو راتینیو در تیم‌های فوتبال Botafogo سابقهٔ حضور دارد.